# Anastasio Somoza Debayle
Anastasio Somoza Debayle (født 5. december 1925, død 17. september 1980) var præsident af Nicaragua i 1967-72 og 1974-79.
Han var søn af Anastasio Somoza García som var diktator af Nicaragua i 1936-56 og yngre bror af Luis Somoza Debayle, diktator i 1956-67.
Anastasio Somoza blev styrtet af sandinisterne efter en borgerkrig i 1978-79. Han blev myrdet i eksil i Paraguay.